# Carl Gustaf Lewenhaupt (1662–1703)
Carl Gustaf Lewenhaupt, född 17 maj 1662, död 25 mars 1703 i Hamburg, var en svensk greve tysk militär.

## Biografi
Carl Gustaf Lewenhaupt var son till Carl Mauritz Lewenhaupt. Vid lottdragningen om faderns sätesgårdar efter hans död blev Carl Gustaf utan sådan. Han inskrevs 1672 vid Uppsala universitet och trädde därefter 1683 i fransk tjänst som officer vid Charles Königsmarcks regemente. 1690 blev Lewenhaupt överstelöjtnant i hannoveransk tjänst och blev samma år överste för hertigen av Hannovers garde och 1692 överste för ett nyuppsatt infanteriregemente i hertigen av Braunschweig-Celles tjänst. Han deltog 1692 i kriget mellan kejsaren och Osmanska riket under striderna i Ungern. Han blev 1694 överste för Philip Christoph Königsmarcks hannoveranska regemente och 1695 kammarherre i sachsisk tjänst. Lewenhaupt blev senare på våren överste vid sachsiska infanteriet och på hösten samma år generalmajor av kavalleriet och chef för generalmajor Schackmanns första kyrassiärregemente och i december hauptmann över kurkretsen. Under 1695 deltog han åter på sachsisk sida i kriget mot Osmanska riket i Ungern. Han var 1696-1699 överste i fältmarskalk Hans Adam von Schönings regemente och 1696 sachsiskt sändebud till Danmark, Sverige och England 1696, till Hannover 1697 och till Danmark och Sverige 1697-1698. 1697 blev Lewenhaupt medlem av sachsiska ståthållarregeringen, samma år sachsiskt geheimeråd och medlem av sachsiska generalrevisionskollegiet. Han befordrades 1699 till generallöjtnant och var 1699-1701 chef för grand mousquetairegardet. Lewenhaupt blev 1699 sachsisk generalkrigskommissarie och president i geheimekrigsrådet och 1701 general av sachsiska infanteriet.
Carl Gustaf Lewenhaupt 1686 ärvt Övedsklosters slott efter en bror och lossat övriga delar. 1689 hade han i Stockholm gift sig med Amalia Königsmarck, en dotter till Conrad Christoph von Königsmarck. Lewenhaupt försökte under sina diplomatiska resor verka för starkare förbindelser mellan Sachsen och Sverige. I samband med utbrottet Stora nordiska kriget råkade han dock i en lojalitetskonflikt. Han ansåg att familjen drabbats hårt av Karl XI:s reduktioner och kände lojalitet mot August den starke, men ville samtidigt inte bryta med sitt hemland. 3 april 1700 utfärdade Karl XII ett påbud om att alla svenskar i August den starkes tjänst skulle straffas med döden. Lewenhaupt deltog inte i striderna mot Sverige och försökte genom sin svägerska Aurora Königsmarck verka för sin sak hos Karl XII, dock förgäves. Lewenhaupt begav sig därefter till en neutral stad, Hamburg, medan hans familj återvände till Sverige. Han försökte därefter genom vännen Johan Paulin Olivecrantz verka för sin sak vid Svea hovrätt men dömdes 25 april 1703 förlustig liv, ära och gods. Lewenhaupt hade då redan hunnit avlida i Hamburg.

### Familj
Lewenhaupt gifte sig 5 februari 1689 i Wrangelska huset i Stockholm med grevinnan Amalia Villhelmina von Königsmarck (1663–1740), dotter till rikstygmästaren Conrad Christoph von Königsmarck, och Maria Christina Wrangel. De fick tillsammans barnen Emilia Aurora Lewenhaupt (född 1690), generalen Charles Emil Lewenhaupt (1691–1743), Ulrika Augusta Lewenhaupt (1691–1718) som var gift med översten Jakob Axel Staël von Holstein, översten Fredrik Königsmarck (1696–1770), August Casimir Lewenhaupt (född 1697), Amalia Aurora Lewenhaupt (1700–1700), Herminius Gustaf Lewenhaupt (1701–1702) och ytterligare tre barn som avled i ung ålder.